# Уака-Приета
Уака-Приета (исп. Huaka Prieta) —  археологический памятник на берегу Тихого океана в долине Чикама, к северу от Трухильо, провинция Ла-Либертад, Перу. Является частью археологического комплекса Эль-Брухо, в который также входят памятники культуры Моче.
В ходя исследований было отмечена два этапа человеческого заселения: первый - в финальном плейстоцене (ок.15-11,3 кал. тыс. л.н.) в т.н. ранний докерамический (архаический) период; второй связан с средним и поздним (хлопковым) докерамическим периодами в интервале между 9 и 4,5 кал. тыс. л.н. Строительство насыпи начинается ок. 7,5 кал. тыс. л.н. Памятник представляет собой насыпь размерами 138 на 62 м и высотой 32 м; состоит из слоев бытовых отходов и намеренных архитектурных строительных горизонтов.

## Раскопки
Впервые насыпь была раскопана Джуниусом Б. Бердом в 1946—1947 годах, который выкопал три больших шурфа. Находки, которые сейчас хранятся в Американском музее естественной истории в Нью-Йорке, включают в себя множество примеров сложных тканей, изготовленных с помощью техники вязания, в иконографии представлены, вероятно, мифические антропоморфные персонажи (духи предков?), кондоры, змеи, крабы, различные геометрические элементы и мотивы. Каменный инвентарь отражает хозяйственно-экономическую специализацию населения - грузила для рыболовных сетей, отщепы, скребки, остатки следов производства изделий (дебитаж).
В верхней части кургана было много подземных сооружений неизвестного назначения, в некоторых из них были захоронения. Они были сделаны из булыжников, зацементированных золо-водяной смесью. Жители ловили рыбу, собирали моллюсков и выращивали фрукты, тыквы, кабачки, перец, бобы, клубни и, что немаловажно, хлопок.
В 70-170 м к северу находится невысокий курган (сейчас он называется Monticulo Cupisnique), где Бёрд выкопал три шурфа. Он нашёл много руин и много мусора, в том числе керамику культур гуаньяпе, раннего куписнике и куписнике. Последний связан с высокогорной культурой чавин. Большое цунами повредило обе насыпи, оставив толстый слой булыжников, к северу от докерамической насыпи, примерно около 850 г. до н. э., между двумя фазами куписнике. Куписник (Cupisnique)  — доколумбова культура, существовавшая на территории тихоокеанского побережья Перу в период примерно 1500—1000 до н.э.).

## Обнаружена ранняя кукуруза
До недавнего времени считалось, что кукуруза была завезена в регион довольно поздно, после цунами.
В 2012 году сообщалось, что кукурузные початки, найденные на двух древних участках в Перу (Паредонес и Уака-Приета), могут датироваться 4700 годом до нашей эры. Это говорит о том, что люди, живущие вдоль побережья северного Перу, к тому времени уже ели кукурузу.
Об этих результатах сообщили Долорес Пиперно и другие ученые из Вашингтонского национального музея естественной истории. Это самая ранняя кукуруза, обнаруженная на данный момент в Южной Америке.
По словам археолога Тома Д. Диллехэя, здесь было обнаружено несколько сортов ранней кукурузы.

«В частности, команда Диллехэя обнаружила самую раннюю в мире коллекцию макро остатков кукурузы (например, стебли и початки), которая включала все ранние разновидности растения — церемониальный попкорн, кукурузу, используемую для пива чича, кукурузную муку и кукурузу для кормления животных.»

.
Это говорит о том, что Уака-Приета была важным центром крупной торговой сети, простирающейся до Мексики, откуда возникла одомашненная кукуруза.

## Самые ранние свидетельства существования авокадо
Группа ученых, проводившая раскопки в Уака-Приета в период с 2007 по 2013 год, также обнаружила свидетельства существования авокадо, возраст которого составляет примерно 15000 лет. Ранее считалось, что авокадо возник в районе Пуэблы, Мексика, около 8000 лет назад.

## Раннее использование хлопка и красителя индиго
В 2016 году крашенная хлопчатобумажная ткань возрастом 6000 лет была обнаружена на месте прекерамики в Уака-Приета. Это самое раннее зарегистрированное использование хлопка во всем мире. Gossypium barbadense, возможно, был одомашнен в этом регионе.
Анализ пигмента, нанесенного на ткань, показал, что это индиготин, краситель индигоидный. Это самое раннее зарегистрированное использование красителя индиго на сегодняшний день, предшествующее использованию индиго в Пятой династии Египта примерно на 1500 лет.
Конец заселения Уаки Приеты наступил постепенно. Её перестали использовать, поскольку экономика стала больше ориентироваться на сельское хозяйство, а её церемониальное значение уменьшилось. Другие близлежащие курганы уступали по важности Уака-Приета, например Паредонес и Эль-Брухо.